# 针刺麻醉
针刺麻醉，简称针麻，指一种实施针刺以达到麻醉的方法。针刺麻醉是一种在中国传统医学基础上发展起来的特殊麻醉方法，利用针灸疗法的原理通过刺激特定的穴位来达到麻醉的效果。其麻醉深度和效果有限，且仅停留在理论层面，并未经广泛临床试验证实其有效性。

## 历史
始于1950年代末。1958年上海市第一人民医院公开发表了针刺替代麻醉的研究成果。1965年始，韩济生等人开展了系统研究。1970年代初开始在全国推广。2000年以来，多以针药复合麻醉形式临床应用。

## 作用原理
针刺麻醉的作用原理基于中国传统医学，结合了中医经络理论、神经生理学等多个方面的知识。
针刺麻醉主要有两种类型：手动针刺麻醉和电针刺麻醉。
1. 在手动针刺麻醉中，医生通过手动捻针的方式刺激特定的穴位，以实现麻醉效果。
2. 在电针刺麻醉中，利用电针刺激穴位，通过电流的调控来产生麻醉效果。

## 临床运用
针刺麻醉主要用于小型手术或对麻醉深度要求不高的手术，例如拔牙、皮肤手术等，也用于缓解慢性疼痛，如关节炎、神经痛等。相较于其它麻醉方式，针刺麻醉不使用传统的药物麻醉，减少了对药物的依赖，降低了药物引起的不良反应和过敏的风险。而且，由于不使用全身麻醉药物，避免了麻醉药物可能引起的意识丧失、呼吸抑制等副作用。
针刺麻醉可以实现局部麻醉效果，使患者在手术部位局部麻醉，减轻术后疼痛。相对于传统全身麻醉，针刺麻醉可能节省麻醉费用，并减少了对麻醉设备的需求。
然而，针刺麻醉的麻醉深度相对较浅，适用于小型手术或对麻醉深度要求不高的手术，对于复杂手术和大手术的麻醉效果有限。针刺麻醉的效果受到个体差异的影响，对患者的体质和耐受性有一定要求。而且，针刺麻醉需要医生熟练掌握针刺技术，并对患者的病情、手术类型等有深入的了解，要求医疗团队具备高度的专业水平。由于针刺麻醉的深度和效果有限，适用于一些小型手术，但不适用于复杂的手术或需要深度麻醉的手术。